# Куп Мађарске у фудбалу 1988/89.
Куп Мађарске у фудбалу 1988/89. (мађ. 1988–1989-as magyar labdarúgókupa) је било 49. издање серије, на којој је екипа ФК Хонведа тријумфовала по 4. пут.

## Четвртфинале[3]
Четвртфиналне утакмице су игране по систему једна утакмица код куће и друга у гостима. Прва утакмица је играна 18. априла док је друга играна 3. маја 1989. године
| Тим #1                   | Резултат             | Тим #2            |
| ------------------------ | -------------------- | ----------------- |
| 18. април и 3. мај 1989. |                      |                   |
| ФК Ференцварош           | 7 : 1 (3 : 0, 4 : 1) | ФК Репцелак бањас |
| 18. април и 3. мај 1989. |                      |                   |
| ФК Хонвед                | 4 : 3 (3 : 1, 1 : 2) | Ђер Раба ЕТО      |
| 18. април и 3. мај 1989. |                      |                   |
| ФК Демшед                | 1 : 6 (0 : 1, 1 : 5) | Шиофок бањас      |
| 18. април и 3. мај 1989. |                      |                   |
| ФК Хонвед                | 1 : 2 (1 : 0, 1 : 1) | ФК Вашаш          |

## Полуфинале
Полуфиналне утакмице су игране по систему једна утакмица код куће и друга у гостима. Термини утакмица су били 10. и 17. мај 1989. године.
| Тим #1           | Резултат              | Тим #2         |
| ---------------- | --------------------- | -------------- |
| 10/17. мај 1989. |                       |                |
| ФК Хонвед        | 3 : 2 (1 : 1, 2 : 1 ) | ФК Залаегерсег |
| 10/17. мај 1989. |                       |                |
| Шиофок бањас     | 1 : 4 (2 : 1, 0 : 3)  | ФК Ференцварош |

## Финале
| ФК Хонвед      | 1 : 0    | ФК Ференцварош |
| -------------- | -------- | -------------- |
| Имре Фодор 63’ | Извештај |                |